# 黑髮

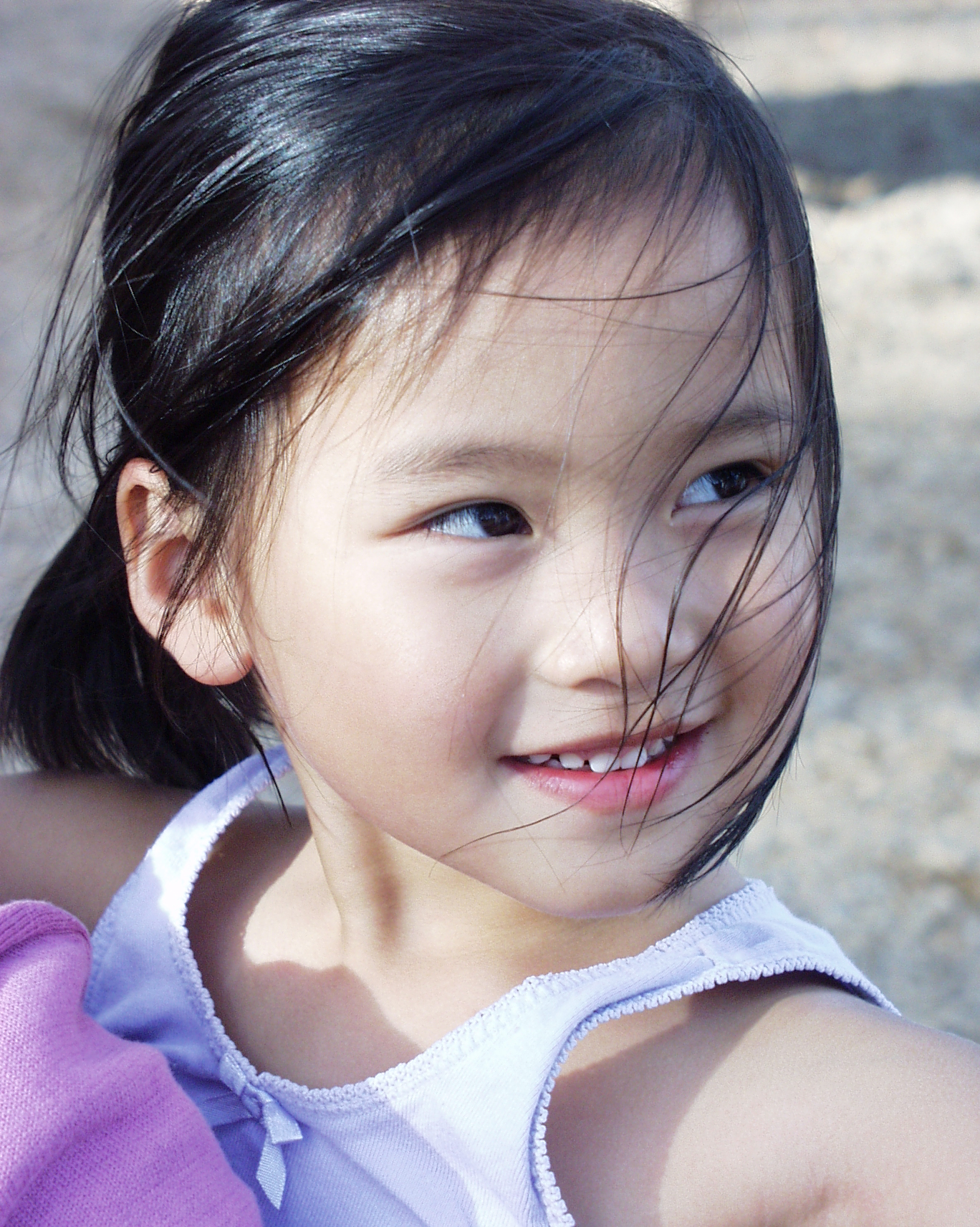
一個黑髮的美國華裔女孩。

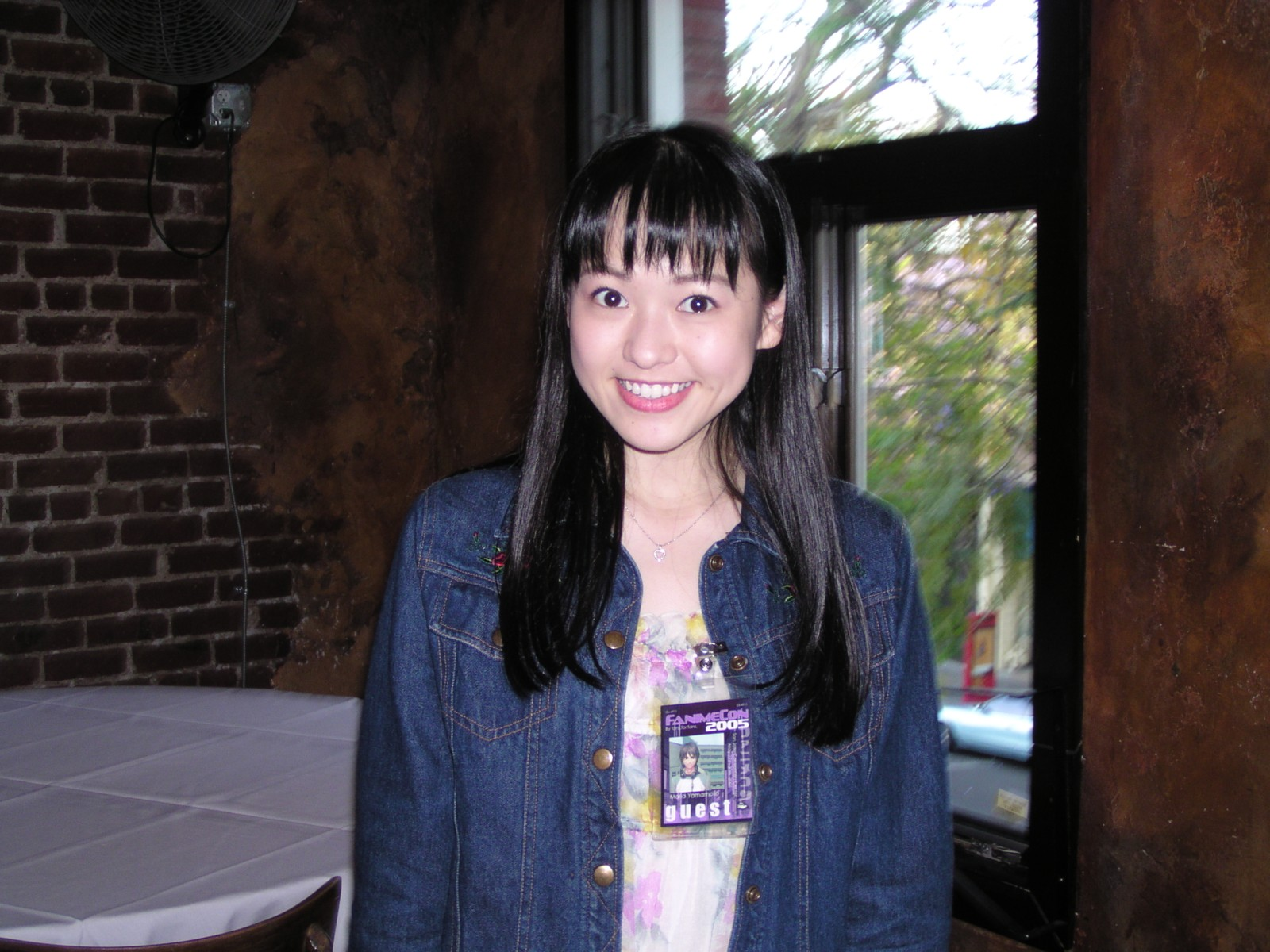
一个黑发的日本女孩 （女配音员山本麻里安）。

黑髮是人類族群中最常見也是最深的髮色，範圍包括全黑到深褐色。所有種族都可見黑髮的存在，而多數屬於非歐洲血緣的人。黑髮的成因在於高量的真黑色素。在所有髮色中，黑髮是最有光澤的一種。
由於除了淺色毛髮的起源地歐洲以外，其他地區都是以黑髮為主，因此黑髮可能是人類的原始髮色，其中在下撒哈拉地區、亞洲以及哥倫布時代以前的美洲最為多見。在高加索人種（白種人）中，黑髮主要分佈在南歐、西亞、北非以及南亞，在北歐國家則相當少見。